# Hostname
L'hostname (o host name) è il nome identificativo di un dispositivo (host) all'interno di una rete di calcolatori. Può far parte di un URL.
Su Internet l'hostname permette di associare una denominazione ad un indirizzo IP.
L'hostname può essere composto da lettere, cifre e trattini. Secondo l'RFC 1034 l'hostname può essere composto da più parti separate da punti. Ogni componente non può superare i 63 caratteri ed il nome complessivo non deve superare i 255 caratteri.
Alcuni hostname noti possono essere indicati nel file hosts. System V, BSD e POSIX prevedono la funzione gethostname.